# Taj Mahal (musikalbum)
Taj Mahal är bluesmusikern Taj Mahals självbetitlade debutalbum, lanserat 1968 på Columbia Records. I Storbritannien gavs det ut på underbolaget Direction Records. Albumet består främst av covers på gamla blueskompositioner av exempelvis Blind Willie McTell och Robert Johnson, men Taj Mahal skrev även en egen låt för albumet, "EZ Rider". På albumet medverkar Ry Cooder som gästartist på kompgitarr och mandolin. En annan prominent musiker som medverkar är gitarristen Jesse Ed Davis.

## Låtlista
(kompositör inom parentes)
1. "Leaving Trunk" (Sleepy John Estes) – 4:51
2. "Statesboro Blues" (Blind Willie McTell) – 2:59
3. "Checkin' Up on My Baby" (Sonny Boy Williamson) – 4:55
4. "Everybody's Got to Change Sometime" (Estes) – 2:57
5. "EZ Rider" (Taj Mahal) – 3:04
6. "Dust My Broom" (Robert Johnson) – 2:39
7. "Diving Duck Blues" (Estes) – 2:42
8. "The Celebrated Walkin' Blues" (Trad.) – 8:52